# Constel·lació de la Corona Austral
La Corona Austral (Corona Australis) era una de les 48 constel·lacions Ptolemaiques, i també una de les 88 constel·lacions modernes. El nom fa contrast amb Corona Borealis. Aquesta constel·lació ha estat considerada, a vegades, la corona de Sagitarius, que hauria caigut enterra per algun motiu. És una constel·lació d'estels aparentment febles, el més brillant és α, Alfecca Meridiana, de la magnitud 4,1. Alfa Coronae Australis, de color blanc, està a 129 anys llum, i és 30 vegades més brillant que el nostre Sol.
Situada al sud d'alfa, β és una supergegant groga, de magnitud 4,11, 450 vegades més brillant que el Sol. La seva feblesa aparent és deguda al fet que està situada a 508 anys llum del nostre sistema.
Gamma, de magnitud 4,30, es pot veure a prop d'alfa, i molt pròxima a la Constel·lació del Sagitari. De color groc està a 58 anys llum de la Terra. Aquest bell estel doble és 5 vegades més lluminós que el Sol.
A Corona Australis hi ha un bell cúmul globular de magnitud 6,60, NGC 6541, a 23.000 anys llum en direcció al centre de la Via Làctia. Té un diàmetre angular de 23' d'arc, i està format per estel de la 13a magnitud.

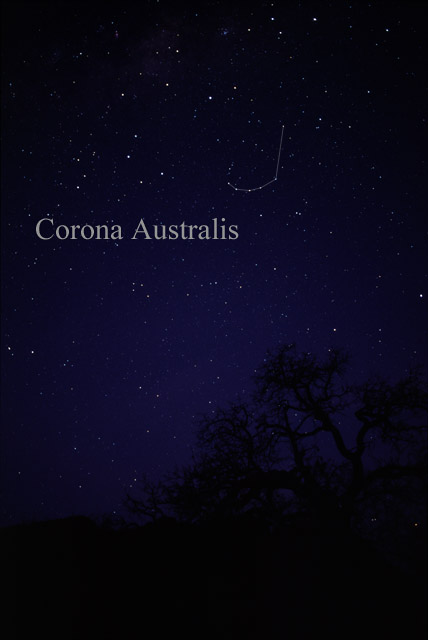
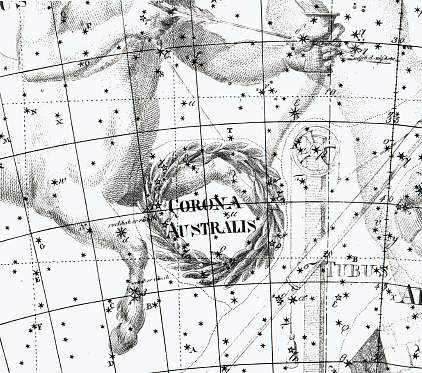

## Característiques destacables
Els astres més brillants de la constel·lació són β Coronae Australis i α Coronae Australis, de brillantor pràcticament igual. La primera és una gegant lluminosa taronja de tipus espectral K0II la temperatura superficial del qual és de 4.771 K.
De grans dimensions, el seu radi és 39 vegades més gran que el radi solar.
Per la seva banda, α Coronae Australis, demoninada Alfecca Meridiana o simplement Meridiana —nom oficial d'acord amb l'IAU—, és una estrella blanca de la seqüència principal de tipus A2V situada a 130 anys llum. Igual que altres estrelles anàlogues, mostra un excés en la radiació infraroja emesa, la qual cosa indica l'existència d'un disc circumestel·lar de pols al voltant.
La tercera estrella quant a brillantor, γ Coronae Australis, és una binària composta per dues nanes grogues de tipus F8V el període orbital del qual és de 121,76 anys.
Una altra estrella interessant en aquesta constel·lació és ε Coronae Australis, una binària de contacte les components de la qual estan tan properes entre si que existeix transferència de massa entre elles. És també una variable eclipsant del tipus W Ursae Majoris, la brillantor del qual varia 0,26 magnituds al llarg d'un període de 14 hores.
HD 177565 és una nana groga de tipus G6V —més freda i menys lluminosa que el Sol— on s'ha descobert un planeta extrasolar amb una massa 15,1 vegades més gran que la de la Terra.
RX J1856.5-3754 és una estrella de neutrons a 400 anys llum de distància descoberta pel satèl·lit ROSAT per la seva emissió de raigs X. A diferència d'altres estrelles de neutrons, RX J1856.5-3754 no mostra signes de cap tipus d'activitat, com ara variabilitat o pulsacions.
Al nord de la constel·lació es troba el Núvol Molecular de Corona Australis, un núvol molecular fosc que engloba diverses nebuloses de reflexió, incloses NGC 6729, NGC 6726–7 i IC 4812.
Il·luminant NGC 6729 es troba la variable R Coronae Australis, la brillantor del qual ha fluctuat entre magnitud 10 i magnitud 14,36. Està catalogada com estrella Herbig Ae/Be, un tipus d'estrelles embrionàries de més massa que les estrelles T Tauri.
Al sud de la constel·lació es localitza el cúmul globular NGC 6541. És un cúmul antic amb una edat aproximada de 13.250 milions d'anys i, en conseqüència, la seva contingut en metalls és molt baix ([Fe/H] = -1,76).

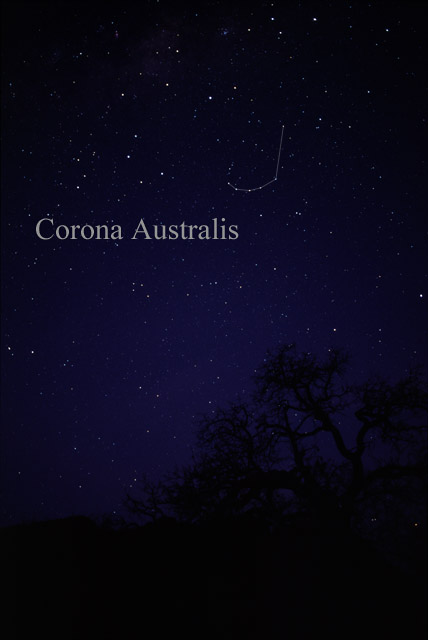
La constel·lació Corona Australis tal com es pot veure a simple vista

Encara que no és una constel·lació brillant, la Corona Australis és no obstant distintiva a causa del seu patró d'estrelles fàcilment identificable, que ha estat descrit com en forma de ferradura o oval. Encara que no té estrelles més brillants que la 4a magnitud, té 21 estrelles visibles a simple vista (més brillants que la magnitud 5,5). Nicolas Louis de Lacaille va utilitzar les lletres gregues Alfa a Lambda per etiquetar les onze estrelles més prominents de la constel·lació, designant dues estrelles com Eta i ometent Iota per complet. Mu Coronae Australis, una estrella groga de tipus espectral G5.5III i magnitud aparent 5.21, va ser etiquetada per Johann Elert Bode i retinguda per Benjamin Gould, qui la va considerar prou brillant per justificar el seu nom.

## Història
La denominació de la constel·lació ha estat controvertida. El 1922 la Unió Astronòmica Internacional a la seva primera Assemblea General publicà els noms de les constel·lacions, i l'abreviatura de tres lletres. Aquests noms, amb els límits oficials de les constel·lacions, foren publicats en dos llibres de la UAI autoritzats per Eugène Delporte el 1930, Delimitation scientifique des constellations, i Atlas Céleste.
Malauradament, la mateixa UAI donà el 1932 una segona llista de noms amb una abreviació alternativa de quatre lletres. En aquesta segona llista, Corona Australis esdevingué "Corona Austrina". Si bé "Corona Austrina" encara apareix a la plana web de la UAI, el nom de Corona Australis és usat extensament.